# Задубье (Ленинградская область)
Задубье — деревня в Скребловском сельском поселении Лужского района Ленинградской области.

## История
Деревня Задубье и при ней усадьба помещика Сукина, упоминаются на карте Санкт-Петербургской губернии Ф. Ф. Шуберта 1834 года,.

ЗАДУБЬЕ — деревня, принадлежит: генерал-адъютанту Сукину, число жителей по ревизии: 14 м. п., 17 ж. п.

коллежскому асессору Карамышеву, число жителей по ревизии: 15 м. п., 18 ж. п. (1838 год)

Деревня Задубье отмечена на карте профессора С. С. Куторги 1852 года.

ЗАДУБЬЕ — деревня господ Мавриных и Карамышева, по просёлочной дороге, число дворов — 5, число душ — 12 м. п. (1856 год)

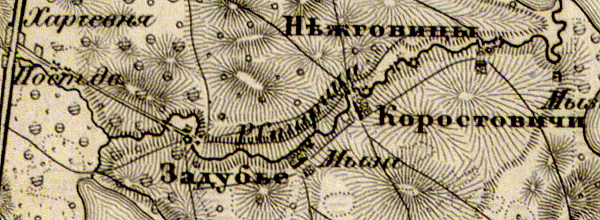
Деревня Задубье на карте 1863 года

Согласно карте из «Исторического атласа Санкт-Петербургской Губернии» 1863 года в деревне Задубье находилась часовня, а река на которой находилась деревня называлась Старица.
В 1869 году временнообязанные крестьяне деревни выкупили свои земельные наделы у А. Д. Карамышева и стали собственниками земли.
В XIX веке деревня Задубье административно относилась ко 2-му стану  Лужского уезда Санкт-Петербургской губернии, в начале XX века — к Югостицкой волости 5-го земского участка 4-го стана.
По данным «Памятной книжки Санкт-Петербургской губернии» за 1905 год деревня Задубье входила в Госткинское сельское общество.
С 1917 по 1924 год деревня Задубье входила в состав Госткинского сельсовета Югостицкой волости Лужского уезда.
С 1924 года, в составе Передольской волости.

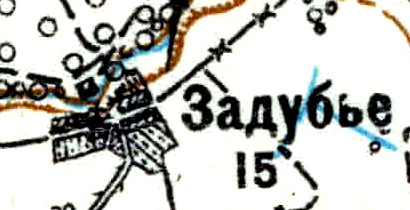
Деревня Задубье на карте 1926 года

Согласно топографической карте 1926 года деревня насчитывала 15 дворов, в центре деревни находилась часовня.
С августа 1927 года, в составе Лужского района.
С 1928 года, в составе Бутковского сельсовета.
По данным 1933 года деревня Задубье входила в состав Бутковского сельсовета Лужского района.
В 1940 году население деревни Задубье составляло 156 человек.
C 1 августа 1941 года по 31 января 1944 года деревня находилась в оккупации.
В 1956 году население деревни Задубье составляло 45 человек.
По данным 1966 года деревня Задубье также входила в состав Бутковского сельсовета.
По данным 1973 и 1990 годов деревня Задубье входила в состав Скребловского сельсовета.
По данным 1997 года в деревне Задубье Скребловской волости проживали 12 человек, в 2002 году — 4 человека (русские — 75 %).
В 2007 году в деревне Задубье Скребловского СП проживали 5 человек.

## География
Деревня расположена в южной части района на автодороге 41К-144 (Киевское шоссе — Невежицы).
Расстояние до административного центра поселения — 4 км.
Расстояние до ближайшей железнодорожной станции Луга I — 15 км.
Деревня находится на правом берегу реки Быстрица.

## Демография
| 1838 | 1940 | 1956 | 1997 | 2007 | 2010 | 2017 |
| ---- | ---- | ---- | ---- | ---- | ---- | ---- |
| 64   | ↗156 | ↘45  | ↘12  | ↘5   | ↗28  | ↘5   |

## Улицы
Зидер, Центральная.